# Heksametylenotriperoksydiamina
Heksametylenotriperoksydiamina, HMTD, nadtlenek urotropiny – organiczny związek chemiczny z grupy nadtlenków, stosowany jako inicjujący materiał wybuchowy. Po raz pierwszy otrzymany przez L. Leglera w 1885 roku.

## Budowa
Cząsteczka HMTD zbudowana jest z dwóch ugrupowań N(CH
2−)
3 połączonych trzema mostkami nadtlenkowymi (−O−O−). Wiązania wokół atomu azotu leżą w jednej płaszczyźnie, a kąty między nimi wynoszą 120°. Wynika to prawdopodobnie z efektu wyciągania elektronów przez atomy tlenu, powodującego deficyt elektronów na atomach azotu, przyjmującego wskutek tego płaską hybrydyzację sp² (zamiast typowej dla amin hybrydyzacji sp³). Potwierdza to skrócenie wiązań N−C z 1,44 Å w analogicznych aminach makrocyklicznych do ok. 1,42 Å w HMTD.

## Otrzymywanie
HMTD jest otrzymywany poprzez działanie nadtlenku wodoru na urotropinę w środowisku zakwaszonym kwasem siarkowym bądź kwasem cytrynowym w niskiej temperaturze (poniżej 5 °C).

## Właściwości
- Silny inicjujący materiał wybuchowy
- Bardzo wrażliwa na ciepło, płomień, iskrę, silny wstrząs, tarcie
- Wybuchowy rozkład katalizowany przez kontakt z metalami
- Prędkość detonacji 5100 m/s przy gęstości 1,1 g/cm³
- Prędkość detonacji 4511 m/s przy gęstości 0,88 g/cm³
- Maksymalna gęstość teoretyczna 1,46 g/cm³
- Gęstość nasypowa 0,66 g/cm³
- Ulega rozkładowi powyżej 75 °C
- Lotna powyżej temperatury pokojowej

HMTD jest jednym z bezpieczniejszych wybuchowych nadtlenków oraz jest stosunkowo bezpieczny w porównaniu do innych inicjujących materiałów wybuchowych takich jak piorunian srebra czy TCAP.
Ze względu na samorzutny powolny rozkład nie znajduje zastosowań komercyjnych i militarnych.

## Zastosowanie
Używany w amatorskich spłonkach do pobudzania materiałów wybuchowych kruszących.